# Emil Andreoli
Emil Andreoli (ur. w 1835 r. w Besançon, zm. w 1900 r. w Londynie) – francuski pedagog i pisarz pochodzenia włoskiego, uczestnik powstania styczniowego.

## Życiorys
Był wykładowcą historii w liceum paryskim i na wieść o wybuchu powstania styczniowego udał się do Polski, by wziąć w nim udział. Wzięty do niewoli pod Krzywką i uwięziony w Cytadeli został skazany na śmierć, zamienioną później na 12 lat katorgi. Odbył ją częściowo w Kadai za Bajkałem, po czym, na skutek starań władz francuskich, wrócił w końcu grudnia 1866 roku do Warszawy, a następnie do Paryża. Po wojnie francusko-pruskiej w latach 1870–1871 wyemigrował do Londynu, gdzie zajmował się pracą naukową. Opublikował „Le Gouvernement du 4 septembre et la Commune de Paris, 1870-1871.” Paris, Bocquet, 1871.
Andreoli prowadził od 1863 roku dziennik, którego fragmenty były drukowane po francusku i włosku, pt. De la Pologne à Siberie (Bibliotheque Nouvelle, Paris, 1869) i Da Polonia alla Siberia. Giornale di prigione (Bergamo, 1869, tłumaczenie z francuskiego). W języku polskim ogłosiła je K. Firlej-Bielańska w książce pt. Nullo i jego towarzysze (Warszawa 1923).